# 디스클레이머 (드라마)
《디스클레이머》(영어: Disclaimer)는 애플 TV+에서 2024년 10월부터 11월까지 방영된 미국의 스릴러 드라마이다. 영화 감독 알폰소 쿠아론이 연출과 각본을 맡는다.